# Bosnormand
Bosnormand is een plaats en voormalige gemeente in het Franse departement Eure (regio Normandië) en telt 276 inwoners (1999). De plaats maakt deel uit van het arrondissement Bernay. Bosnormand is op 1 januari 2017 gefuseerd met de gemeente Le Bosc-Roger-en-Roumois tot de gemeente Bosroumois. 

## Geografie
De oppervlakte van Bosnormand bedraagt 3,3 km², de bevolkingsdichtheid is 83,6 inwoners per km².
De onderstaande kaart toont de ligging van Bosnormand met de belangrijkste infrastructuur en aangrenzende gemeenten.

## Demografie
Onderstaande figuur toont het verloop van het inwonertal (bron: INSEE-tellingen).

## Externe links

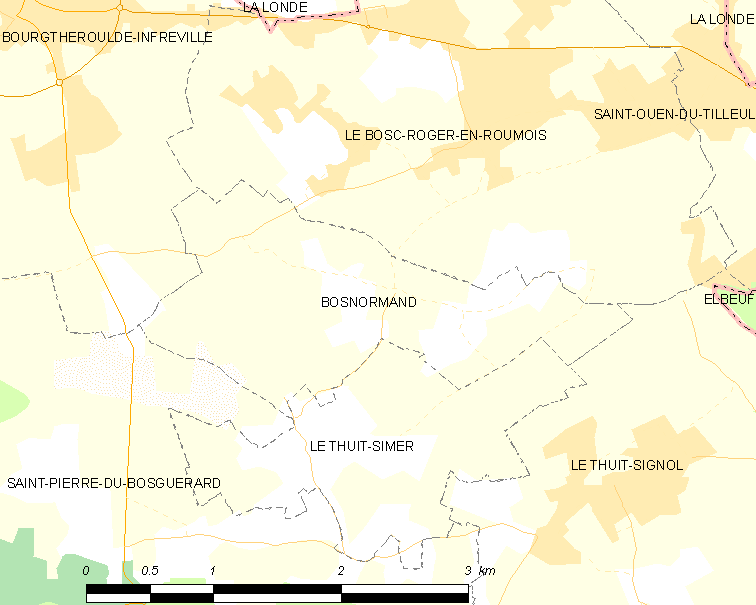